# Psalm 105
Psalm 105 – jeden z utworów zgromadzonych w biblijnej Księdze Psalmów. W systemie numeracji stosowanym w greckiej Septuagincie i łacińskiej Wulgacie psalm ten jest psalmem 104.
Psalm ten identyfikuje się również często przez łaciński incipit Confitemini Domino. Utwór liczy 45 wersetów.

## Tekst psalmu i jego interpretacja
Psalm ten zaliczany jest do grupy hymnów, a więc stanowi modlitwę uwielbienia i przytacza argumenty za przyjęciem takiej postawy. Prawdopodobnie początkowo stanowił część mniejszego zbioru wraz z psalmami: 106–107, 111–118, 135–136 oraz 146–150 (psałterz Hallelu). Biblia Jerozolimska umieszcza przed tekstem psalmu aklamację „Alleluja”. Biblia Tysiąclecia określa psalm jako hymn stanowiący refleksję nad historią interwencji Bożej w dziejach narodu wybranego. Nie posiada superskrypcji określającej zalecenia dotyczące wykonania czy autorstwo.
W Psalmie 105 czterokrotnie wymienione zostaje imię Jahwe (hebr. ‏יהוה‎; w. 1, 3, 4 i 7).
Redaktorzy polskich wydań Biblii opatrzyli Psalm 105 następującymi nagłówkami sugerującymi jego interpretację: wierność Boga dla swego przymierza (Biblia poznańska), Bóg wierny przymierzu z Abrahamem (Biblia Tysiąclecia), cudowna historia Izraela (Biblia jerozolimska).
Struktura psalmu jest łatwa do wyznaczenia. Po początkowych wezwaniach do wychwalania Boga (w. 1–6), autor natchniony prezentuje serię argumentów, powołując się na historię zbawienia. W wersetach 7–23 niejako streszczone zostały rozdziały 12–50 biblijnej Księgi Rodzaju: historia Abrahama, Izaaka, Jakuba oraz Józefa. W następnych dzieje Mojżesza, plagi egipskie, Exodus, wędrówkę do Kanaanu zgodnie z obietnicami danymi patriarchom (w. 24–45). Tekst hebrajski kończy aklamacja „Alleluja”.
Psalm 105,1–15 zostaje zacytowany w Pierwszej Księdze Kronik 16,8–22. Psalmy 105 i 106 razem stanowią jakby antytetyczny dyptyk, w Psalmie 105 ukazane jest potężne działanie Jahwe, w 106 grzeszność człowieka.

## Użycie w liturgii chrześcijańskiej
W rzymskiej liturgii godzin zreformowanej po soborze watykańskim II Psalm 105 odmawiany jest w Godzinie czytań w sobotę pierwszego tygodnia brewiarza z trzema własnymi antyfonami, ale poza okresem zwykłym. W nagłówku redaktorzy zasugerowali interpretację: „Bóg wierny swemu przymierzu”. Jako krótki komentarz kursywą zacytowany został św. Atanazy: „Apostołowie ukazują poganom cuda Boże dokonane w przyjściu Pana”.